# Неферин
Неферин (њем. Neverin) општина је у њемачкој савезној држави Мекленбург-Западна Померанија. Једно је од 53 општинска средишта округа Мекленбург-Штрелиц. Према процјени из 2010. у општини је живјело 1.140 становника. Посједује регионалну шифру (AGS) 13055051.

## Географски и демографски подаци
Неферин се налази у савезној држави Мекленбург-Западна Померанија у округу Мекленбург-Штрелиц. Општина се налази на надморској висини од 62 метра. Површина општине износи 13,3 km². У самом мјесту је, према процјени из 2010. године, живјело 1.140 становника. Просјечна густина становништва износи 86 становника/km².